# Grand Hotel we Wrocławiu
Grand Hotel – obiekt hotelowy położony naprzeciwko dworca Głównego we Wrocławiu przy ul. Józefa Piłsudskiego 100-102, róg ul. Hugona Kołłątaja.

## Historia
Zbudowany został w 1903 jako Hotel du Nord (Hotel Północny). W czasach Polski Ludowej był to najbardziej elegancki hotel w mieście, zarządzany przez Przedsiębiorstwo Gospodarki Turystycznej „Odra” we Wrocławiu, które następnie przekształciło się w Odra Tourist Hotele Sp. z o.o. Zamknięty pod koniec lat dziewięćdziesiątych, na przełomie XX i XXI w. popadł w ruinę. 
W 2017 rozpoczęła się przebudowa i modernizacja hotelu, która ma pochłonąć ok. 60 mln zł. W trakcie kompleksowej przebudowy, obejmującej wyburzenie całego wnętrza i pozostawienie ścian zewnętrznych, które poddane zostaną rewitalizacji, m.in. odbudowana ma zostać wieżyczka z kopułą, a na dachu, na który powróci napis "GRAND HOTEL". W „nowym” hotelu znajdą się 179 pokoi (148 w budynku hotelowym i 31 w apartamentach hotelowych mieszczących się w przyległej kamienicy od strony ulicy Gwarnej 21). Pod czterogwiazdkowym hotelem znajdować się będzie parking podziemny.